# Frohngewicht
Das Frohngewicht war eine Masseneinheit in Augsburg. Das große Gewicht, das sogenannte Großgewicht, wie es auch bezeichnet wurde, war schwerer als das Kramergewicht. Es war das alte Schwergewicht. Das Kramergewicht galt für den Kleinhandel.
- 1 Frohngewicht, das Pfund = Kramergewicht plus 1 Lot und 1 Quent (etwa 1 ¼ Lot)